# Aleuritopteris gongshanensis
Aleuritopteris gongshanensis là một loài thực vật có mạch trong họ Adiantaceae. Loài này được G.M. Zhang mô tả khoa học đầu tiên năm 2004.